# Bosc-Mesnil

Bosc-Mesnil este o comună în departamentul Seine-Maritime, Franța. În 1 ianuarie 2022 avea o populație de 329 de locuitori.